# Шрот, Нина
Нина Шрот (нем. Nina Schroth; род. 16 августа 1991) — немецкая тяжелоатлетка, выступающая в весовой категории до 81 кг. Чемпионка Европы.

## Биография
Нина Шрот родилась 16 августа 1991 года.

## Карьера
Нина Шрот завоевала бронзовую медаль на юниорском чемпионате Европы 2009 года в весовой категории до 69 килограммов с результатом 195 кг (91 + 104).
В 2011 году она стала четвёртой в весовой категории до 75 кг на юниорском чемпионате Европы, при этом подняла 99 кг в рывке и 109 кг в толчке.
На взрослом чемпионате Европы 2014 года в весовой категории до 75 кг она заняла пятое место, подняв в сумме 218 килограммов (99 + 109). В том же году на чемпионате мира стала двадцатой, но подняла лишь на 205 кг: 92 кг в рывке и 113 кг в толчке.
На чемпионате Европы 2015 года стала девятой с результатом 215 кг. В следующем году стала седьмой с результатом 222 кг (101 + 121).
На чемпионате Европы 2017 года Шрот перешла в весовую категорию до 90 килограммов, подняв в сумме 217 кг. Это принесло ей шестое место.
На чемпионате Европы 2019 года в Батуми завоевала золотую медаль в весовой категории до 81 кг. Нина Шрот подняла 102 кг в рывке и 120 кг в толчке.
В апреле 2021 года на чемпионате Европы в Москве, немецкая спортсменка заявилась в весовой категории до 81 кг. Итогом такого выступления стало пятое место с результатом по сумме двух упражнений 218 килограмм и малая серебряная медаль в рывке с весом на штанге 100 килограммов.
В феврале 2024 года на чемпионате Европы в Софии Нина выступила на турнире и по окончании соревнований заявила о завершении карьеры.